# Dario Cutillas-Carpe
Dario Cutillas-Carpe (30 maart 2004) is een Belgisch voetballer die onder contract ligt bij KRC Genk.

## Carrière
Cutillas-Carpe ondertekende in december 2020 een driejarig contract bij KRC Genk, de club waar hij zich op zesjarige leeftijd aansloot. In het seizoen 2021/22 mocht Cutillas-Carpe driemaal in de UEFA Youth League. Tijdens zijn derde invalbeurt, in de tussenrondewedstrijd tegen Chelsea FC, legde Cutillas-Carpe de 5-1-eindstand vast. Ook in het seizoen 2022/23 scoorde Cutillas-Carpe in de UEFA Youth League: in de heenwedstrijd van de eerste ronde milderde hij tegen Slavia Praag tot 1-2. Het doelpunt bleek uiteindelijk niet onbelangrijk, want Genk won de terugwedstrijd met 2-4 en was daardoor gekwalificeerd voor de volgende ronde.
Op 14 augustus 2022 maakte hij zijn profdebuut in het shirt van Jong Genk, het beloftenelftal van de club dat in het seizoen 2022/23 zijn intrede maakte in Eerste klasse B. Op de openingsspeeldag liet trainer Hans Somers hem starten tegen Lierse Kempenzonen. Cutillas-Carpe werd in de 64e minuut gewisseld voor Sekou Diawara, die vervolgens de 3-1 en 4-1 scoorde. In de vijf daaropvolgende competitiewedstrijden mocht Cutillas-Carpe invallen, daarna ontbrak hij een paar maanden vanwege een voetblessure.
Op 24 januari 2023 maakte Cutillas-Carpe zijn comeback bij Jong Genk. In het Dender Football Complex, waar Jong Genk met 0-1 won, speelde de aanvaller een hele wedstrijd. Drie dagen later mocht hij ook tegen Beerschot VA starten en maakte hij zijn eerste doelpunt in het profvoetbal. Een week later scoorde Cutillas-Carpe ook tegen SK Beveren. Vijf dagen na de wedstrijd tegen Beveren liep Cutillas-Carpe in de UEFA Youth League-wedstrijd tegen Juventus FC een hamstringblessure op die hem lange tijd aan de kant hield.

## Clubstatistieken
| Seizoen         | Club            | Land            | Competitie      | Competitie | Competitie | Beker | Beker | Supercup | Supercup | Europees | Europees | Totaal | Totaal |
| Seizoen         | Club            | Land            | Competitie      | Wed.       | Dlp.       | Wed.  | Dlp.  | Wed.     | Dlp.     | Wed.     | Dlp.     | Wed.   | Dlp.   |
| --------------- | --------------- | --------------- | --------------- | ---------- | ---------- | ----- | ----- | -------- | -------- | -------- | -------- | ------ | ------ |
| 2022/23         | Jong Genk       | Vlag van België | Eerste klasse B | 9          | 2          | —     | —     | —        | —        | —        | —        | 9      | 2      |
| Carrière totaal | Carrière totaal | Carrière totaal | Carrière totaal | 9          | 2          | 0     | 0     | 0        | 0        | 0        | 0        | 9      | 2      |

Bijgewerkt op 22 juni 2023.